# Paweł Olkowski
Paweł Olkowski (Ozimek, Polonia, 13 de febrero de 1990) es un futbolista polaco que juega como defensa en el Górnik Zabrze de la Ekstraklasa.

## Selección nacional
Ha sido internacional con la selección de fútbol de Polonia en 13 ocasiones sin anotar goles.

## Clubes
| Club                   | País       | Año       |
| ---------------------- | ---------- | --------- |
| Gwarek Zabrze          | Polonia    | 2009-2011 |
| GKS Katowice (cedido)  | Polonia    | 2010-2011 |
| Górnik Zabrze          | Polonia    | 2011-2014 |
| 1. F. C. Colonia       | Alemania   | 2014-2018 |
| Bolton Wanderers F. C. | Inglaterra | 2018-2019 |
| Gaziantep F. K.        | Turquía    | 2019-2022 |
| Górnik Zabrze          | Polonia    | 2022-     |